# Некрасово (Михайловский район)
Некра́сово — посёлок сельского типа Стрелецко-Высельского сельского поселения Михайловского района Рязанской области России.

## История
Посёлок образовался на месте бывшей деревни Некрасово, названной по фамилии землевладельца Некрасова.
До 1924 года деревня входила в состав Горностаевской волости Михайловского уезда Рязанской губернии.

## Население
| 1929 | 2007 | 2010 |
| ---- | ---- | ---- |
| 77   | ↗419 | ↗435 |

## Улицы
- улица Молодёжная
- улица Новая
- улица Парковая
- улица Совхозная
- улица Центральная